# Браво-два-ноль
«Браво-два-ноль» (англ. Bravo Two Zero; B20) — позывной патруля Специальной авиационной службы (SAS) Британской Армии, действовавшего на территории Ирака во время войны в Персидском заливе (1991). Задачей патруля было обнаружение и уничтожение мобильных пусковых установок баллистических ракет «Скад», а также волоконно-оптических наземных линий связи, по которым осуществлялось управление установками. В ходе выполнения задания патруль был обнаружен. Судьбе «Браво-два-ноль» посвящены несколько книг и два художественных фильма. Считается, что это был самый награждённый британский патруль со времён англо-бурской войны 1899—1902 годов.

## Предыстория
Оккупация и аннексия Ираком Кувейта в 1990 году вызвала широкое международное возмущение. Многие страны мира отправили свои национальные воинские контингенты в состав Многонациональных Сил (МНС), осуществлявших защиту Саудовской Аравии от возможной иракской агрессии и в дальнейшем освободивших Кувейт военным путём в соответствии с резолюцией СБ ООН № 678.
В составе МНС оказались и войска ряда арабских государств — Египта, Сирии, Марокко и стран Аравийского полуострова. Сразу же после начала военной операции «Буря в пустыне» 17 января 1991 года Ирак развернул кампанию ракетных обстрелов территории Израиля — страны, ни в какой форме не принимавшей участия в МНС. Предполагается, что Саддам Хусейн надеялся тем самым спровоцировать ответный удар израильтян, после чего арабские страны, скорее всего, покинули бы МНС по идеологическим соображениям. Обстрелы осуществлялись ракетами «Скад» в основном с мобильных пусковых установок, действовавших в пустынной западной части Ирака. Установки перемещались в тёмное время суток, а днём тщательно маскировались, что делало их обнаружение с воздуха крайне затруднительным. Поскольку вопрос имел большое политическое значение, командование МНС выделило значительные авиационные силы для охоты за пусковыми установками, а в Израиле были развёрнуты зенитно-ракетные комплексы «Пэтриот» для перехвата «Скадов» в полёте. Эффективность этих шагов оказалась невысокой, и тогда было принято решение использовать для обнаружения установок и наведения на них авиации части специального назначения США и Великобритании.
Одним из подразделений, получивших задачу по поиску «Скадов», был патруль эскадрона B 22-го полка Специальной авиационной службы (патруль является основной тактической единицей SAS и состоит из 8 человек) под командованием сержанта Энди Макнаба (псевдоним). Кроме того, патруль должен был найти и взорвать волоконно-оптические линии связи, проложенные вдоль шоссе Багдад—Амман, которые использовались для передачи приказов командирам пусковых установок (обычная радиосвязь была полностью забита помехами, установленными подразделениями РЭБ коалиции). Предполагалось, что «Браво-два-ноль» будет автономно действовать на территории противника в течение 14 суток.

## В Ираке
Группа была доставлена в точку высадки британским вертолётом «Чинук» ночью 22 января 1991 года. Она успешно организовала базовый лагерь и провела разведку окрестностей. Очень скоро она столкнулась с критической проблемой — полным отсутствием связи с командованием. Как выяснилось впоследствии, группе по ошибке были даны неправильные радиочастоты, и связь по рации стала невозможной. Попытка выйти на связь с самолётами дальнего радиолокационного обнаружения (АВАКС) при помощи тактических маячков также провалилась. Затем патруль был обнаружен. По версии Макнаба, их в базовом лагере обнаружил иракский мальчик-пастух, перегонявший стадо коз (на самом деле — овец, согласно книге Эшера):

Завалить мальчишку? Слишком много шума. К тому же, чего мы этим добьёмся? Я не хотел, чтобы до конца своих дней меня мучила совесть. Проклятие, я чувствовал себя иракцем, оказавшимся в тылу неприятеля в Британии и наткнувшимся на мою Кэти.

В то же время Эшер (см. раздел «Историография»), опираясь на интервью с семьёй кочевников, которая, как считается, обнаружила патруль, пишет, что в действительности пастушонок не заметил солдат; их увидел водитель бульдозера, проезжавшего мимо базового лагеря через короткое время после этого инцидента. Группа спешно покинула лагерь, но вскоре оказалась вовлечена в бой с силами противника (масштаб этого столкновения остаётся дискуссионным). Когда патруль оторвался от преследователей, Макнаб принял решение отступать на запад, в Сирию. Следует заметить, что при планировании операции было принято решение об отступлении патруля в случае чрезвычайной ситуации на юг, в Саудовскую Аравию; таким образом, смена направления обрекла на провал поиски пропавшей группы.
На переходе к сирийской границе основным врагом патруля стала погода. Зима 1991 года в регионе Персидского залива была самой суровой за три десятилетия. Группа оказалась плохо экипированной для многочасовых маршей по открытой равнине под холодным пронизывающим ветром и в условиях снегопада. Солдаты были физически истощены, что привело к непреднамеренному разделению патруля на два отряда, когда во время ночного перехода Макнаб вновь попробовал связаться с АВАКСами через тактический маячок. Солдат, шедший перед ним, из-за усталости не воспринял команду остановиться, что было обнаружено слишком поздно. В ушедшей вперёд группе было три человека, из которых двое находились в плохом физическом состоянии (у одного солдата подвёрнута нога, другой страдал от обезвоживания). С Макнабом остались четверо. Обе группы не сумели отыскать друг друга из-за темноты и продолжили путь к сирийской границе по отдельности.
После нескольких дней пути группа Макнаба оказалась в тяжёлой ситуации: у всех военнослужащих появились симптомы замерзания, и становилось очевидным, что группа не дойдёт до границы своим ходом. Это вынудило солдат на отчаянный шаг: они захватили на дороге иракское такси и поехали на нём. По версии Макнаба, они были вынуждены бросить такси на блокпосту; по другой версии, они оставили водителя в машине, договорившись встретиться за блокпостом, но он сообщил о них полиции. При дальнейшей попытке прорваться к границе группа была вынуждена вступить в бой с противником и оказалась рассеяна; все её члены утратили контакт друг с другом, один из них погиб, один скончался от переохлаждения, а остальные трое попали в плен. При этом группа уже почти достигла границы; например, Макнаб в момент своего пленения мог видеть территорию Сирии.
Вторая группа, лидером которой оказался Крис Райан (псевдоним), также потеряла одного человека от переохлаждения. Ещё один её член был взят в плен при попытке украсть машину, и лишь Райан сумел добраться до границы и 31 января благополучно пересёк её. Как было установлено, за восемь дней отступления Райан пешком преодолел 300 км и потерял 16 кг веса; в последние двое суток у него уже не было воды, и он начал испытывать галлюцинации.
Все четверо военнослужащих, попавшие в плен, держались в отдельности друг от друга (лишь Макнаб и Принг имели периодический контакт), подвергались побоям, допросам и пыткам. Так, у Макнаба к моменту освобождения были сломаны несколько зубов, выбит плечевой сустав, порваны мышцы спины, имелись шрамы на ткани почек, ожоги на бёдрах и потеря подвижности кистей обеих рук (результат постоянного нахождения в наручниках), а после возвращения из плена у него был обнаружен вирус гепатита; Кобурн при пленении получил пулевое ранение в ногу, которое в течение всего плена иракцы так и не обработали, лишь перевязав рану. На допросах пленные придерживались заранее согласованной легенды о том, что являются членами поисково-спасательной группы. В начале февраля иракцы пригрозили бросить на произвол судьбы двух военнослужащих, будто бы лежавших в лазарете, и после этого Макнаб сообщил некоторую дополнительную информацию, заявив, что группа занималась разведкой в интересах обычного пехотного подразделения. По-видимому, иракцы поверили в это, поскольку перевели пленных в багдадскую тюрьму Абу-Грейб, где их более не допрашивали и содержали в относительно нормальных условиях (Макнаб, Принг и Макговэн даже находились в одной камере). В начале марта все они были освобождены. После возвращения на родину выжившие члены патруля «Браво-два-ноль» приняли участие в реконструкции операции и расследовании причин её провала.

## Члены патруля
Патруль «Браво-два-ноль» не выполнил поставленных перед ним задач и стал единственным патрулём SAS, потерянным во время операции «Буря в пустыне». Из восьми военнослужащих четверо попали в плен, один был убит в перестрелке, двое умерли от переохлаждения и лишь один сумел спастись. Макнаб, Райан и Кобурн до сих пор скрывают свои настоящие имена, что объясняется соображениями личной безопасности. 
- Энди Макнаб (Andy McNab; псевдоним) — командир патруля. Попал в плен.
- Крис Райан[англ.] (Chris Ryan; псевдоним) — единственный член патруля, сумевший добраться до Сирии.
- Боб Консильо (Bob Consiglio) — погиб в бою.
- Стив «Быстроногий» Лэйн (Steve «Legs» Lane) — умер от гипотермии.
- Винсент Филлипс (Vincent Phillips) — умер от гипотермии.
- Йэн «Динджер» Принг (Ian «Dinger» Pring) — попал в плен.
- Малькольм «Стэн» Макговэн (Malcolm «Stan» McGowan) — попал в плен.
- Майк «Марк Киви» Кобурн (Mike «Mark the Kiwi» Coburn; псевдоним) — попал в плен.

## Историография
Впервые история патруля «Браво-два-ноль» была эпизодически упомянута в автобиографии Питера де ла Билльера, бывшего командующего британскими войсками в зоне Персидского залива. В 1993 году вышла книга Энди Макнаба «Браво-два-ноль», ставшая бестселлером. Свои книги написали также Крис Райан («Единственный уцелевший») и Майк Кобурн («Пятый солдат»). Наконец, не участвовавший в патруле, но служивший в SAS Майкл Эшер побывал в Ираке после свержения режима Саддама Хусейна, на месте отследил путь патруля и опубликовал результаты своих исследований в книге «Истинный "Браво-два-ноль"».
Все четыре книги, посвящённые судьбе «Браво-два-ноль», в той или иной степени противоречат друг другу. Наибольшую известность получила книга командира патруля Макнаба. Судя по более поздним книгам, Макнаб преувеличил масштаб боевых действий, в которых участвовал патруль, в том числе масштаб боя, последовавшего после первого обнаружения группы. Райан критикует действия Макнаба как командира патруля, а также поведение Винсента Филлипса, на которого возлагает вину за обнаружение группы. Эшер критикует работы и Макнаба, и Райана. Кроме того, в книгах Эшера и Кобурна делается попытка оправдать Филлипса.

## Фильмы
На основе истории патруля «Браво-два-ноль» было снято два художественных фильма.
- Фильм «Единственный уцелевший» (The One That Got Away) снят телекомпанией ITV в 1996 году по книге Криса Райана.
- Фильм «Браво-два-ноль» (Bravo Two Zero, в России известен как «Буря в пустыне») снят телекомпанией BBC в 1998 году по книге Макнаба. Роль самого Макнаба исполнил Шон Бин.